# Wisin & Yandel
Wisin & Yandel (рус. Висин и Яндель) — пуэрто-риканский дуэт, исполняющий песни в стиле реггетон . Дуэт основали два жителя города Кайей, Пуэрто-Рико — Хуа́н Лу́ис Море́ра Лу́на (исп. Juan Luis Morera Luna; род. 19 декабря 1978) и Льяндель Веги́лья Малаве́ Саласа́р (исп. Llandel Veguilla Malavé Salazar; род. 14 января 1977), взявшие себе творческие псевдонимы Wisin и Yandel.

## Биография
Висин и Яндель родились в городе Кайей, Пуэрто-Рико, где они и познакомились. Перед началом их музыкальной карьеры Yandel работал парикмахером, в то время как Wisin играл в театре. Тем не менее, оба разделили общие музыкальные интересы.

## Музыкальная карьера
В 1998 году они работали с DJ Dicky над его альбомом No Fear 3. В следующем году они были подписаны на лейбл, появившийся в альбоме La Mision, Vol. 1. Этот альбом достиг золотого статуса, а лейбл записал первый альбом дуэта Висин и Яндель Los Reyes del Nuevo Milenio («Короли нового тысячелетия»).
С тех пор они выпустили вместе четыре альбома. Все они достигли золотого статуса. Также они выиграли Tu Musica Aword в номинации «Лучший рэп и реггатон дуэт».
В 2004 году каждый из членов дуэта решил выпустить сольный альбом. Висин представил свою работу El Sobreviviente («Оставшийся в живых»), а Яндель — ?Quien Contra Mi? («Кто против меня?»). Оба альбома сильно преуспели в продажах, но дуэт воссоединился вновь, чтобы в 2005 году выпустить Pa’l Mundo («Для мира»). В том же году дуэт установил их собственный лейбл WY Records.
В 2008 году их песня «Sexy Movimiento» вошла в саундтрек к игре GTA IV. В 2011 году они выпустили альбом Los Vaqueros с участием El Tio, Franco El Gorila и Tony Dize. В 2012 году дуэт выпустил песню «Follow the Leader» совместно с известной американской певицей, Дженнифер Лопес.

## Дискография
- Los Reyes del Nuevo Milenio (2000)
- De Nuevos a Viejos (2001)
- De Otra Manera (2002)
- Mi Vida… My Life (2003)
- Pa’l Mundo (2005)
- Wisin vs. Yandel: Los Extraterrestres (2007)
- La Revolución (2009)
- Los Vaqueros: El Regreso (2011)
- Los Lideres (2012)
- Los Campeones del Pueblo: The Big Leagues (2018)
- La Gerencia (2019)